# Лесаж, Жорж-Луи
Жорж Луи Лесаж, также Ле Саж (Georges-Louis Le Sage; 1724—1803) — швейцарский физик, автор теории гравитации Лесажа.
Корреспондент Парижской академии наук (1761), член Лондонского королевского общества (1775).

## Ранние годы
Учился в колледже в Женеве, в медицинской школе в Базеле. Был учителем математики в Женеве. Среди его учеников П. Прево, Ларошфуко, Стэнхоуп и др.
Находился в переписке с Д’Аламбером, Эйлером, Бошковичем, Делюком и др. Был большим поклонником Лукреция и многие идеи черпал из его поэмы «О природе вещей».
В 1762 году Лесаж практически ослеп после аварии.

## Научные достижения
Известен работами по механике и молекулярной физике. В 1784 году построил механическую теорию гравитации (теория Лесажа), основанную на предположении, что всемирное тяготение объясняется движением очень малых частиц по всем направлениям во Вселенной.
В 1774 году построил одну из первых действующих моделей электрического телеграфа с электростатической машиной (передатчиком) и электроскопом (приёмником), в котором был отдельный провод для каждой из 26 букв алфавита. Телеграф действовал между двумя комнатами его дома. Пытался объяснить физические явления в газах. Эти работы были оценены Р. Клаузиусом и Дж. Максвеллом. Его объяснение давления мало отличается от современного, однако сам Лесаж ссылался на П. Гассенди, Д. Бернулли и других.

## Предшественники
Ле Саж был не первым, кто предложил теорию гравитации, названную позднее его именем. Подобные теории ранее излагали Фатио, Креймер и Редикер.

### Фатио
Впервые механическую теорию гравитации сформулировал Николя Фатио де Дюилье, сподвижник Исаака Ньютона и Христиана Гюйгенса. Кинетическая теория гравитации, над которой он работал всю жизнь, стала главным научным достижением Фатио. Ле Саж говорил, что он узнал о Фатио от своего отца, который, в свою очередь, знал Фатио как одного из активных сторонников радикальных гугенотов — камизаров. Что касается самой теории, то по словам Ле Сажа, он узнал о ней от своего учителя Габриеля Креймера в 1749 году.